# Светий Ленарт (Железнікі)
Светий Ленарт (словен. Sveti Lenart) — поселення в общині Железнікі, Горенський регіон, Словенія. Висота над рівнем моря: 744,4 м.